# کمیسیون مرکزی انتخابات ارمنستان
کمیسیون مرکزی انتخابات ارمنستان (ارمنی: Հայաստանի Կենտրոնական ընտրական հանձնաժողով) انتخابات و همه‌پرسی‌های جمهوری ارمنستان را سازماندهی می کند. نظارت بر روند انتخابات و شمارش و از دیگر وظایف این کمیسیون می‌باشد. کمیسیون نظارت و تنظیم روند انتخابات، شمارش و اطلاع‌رسانی عمومی نتایج، از دیگر جمله وظایف این کمیسیون می‌باشد.